# أنطونيو رودريغيز (لاعب كرة قدم)
أنطونيو رودريغيز (بالإسبانية: Antonio Rodríguez Cabo)‏ (19 أكتوبر 1969 في إسبانيا - ) هو لاعب كرة قدم إسباني في مركز الدفاع. لعب مع نادي بوخوم ونادي غرناطة ونادي لاس بالماس ونادي مالقا وCD Mensajero ‏ وUniversidad de Las Palmas CF ‏ وUD Realejos ‏ وVfL Bochum II ‏.

## وصلات خارجية
- أنطونيو رودريغيز على موقع قاعدة بيانات كرة القدم.إي يو (الإنجليزية)